# Yeguas de Diomedes

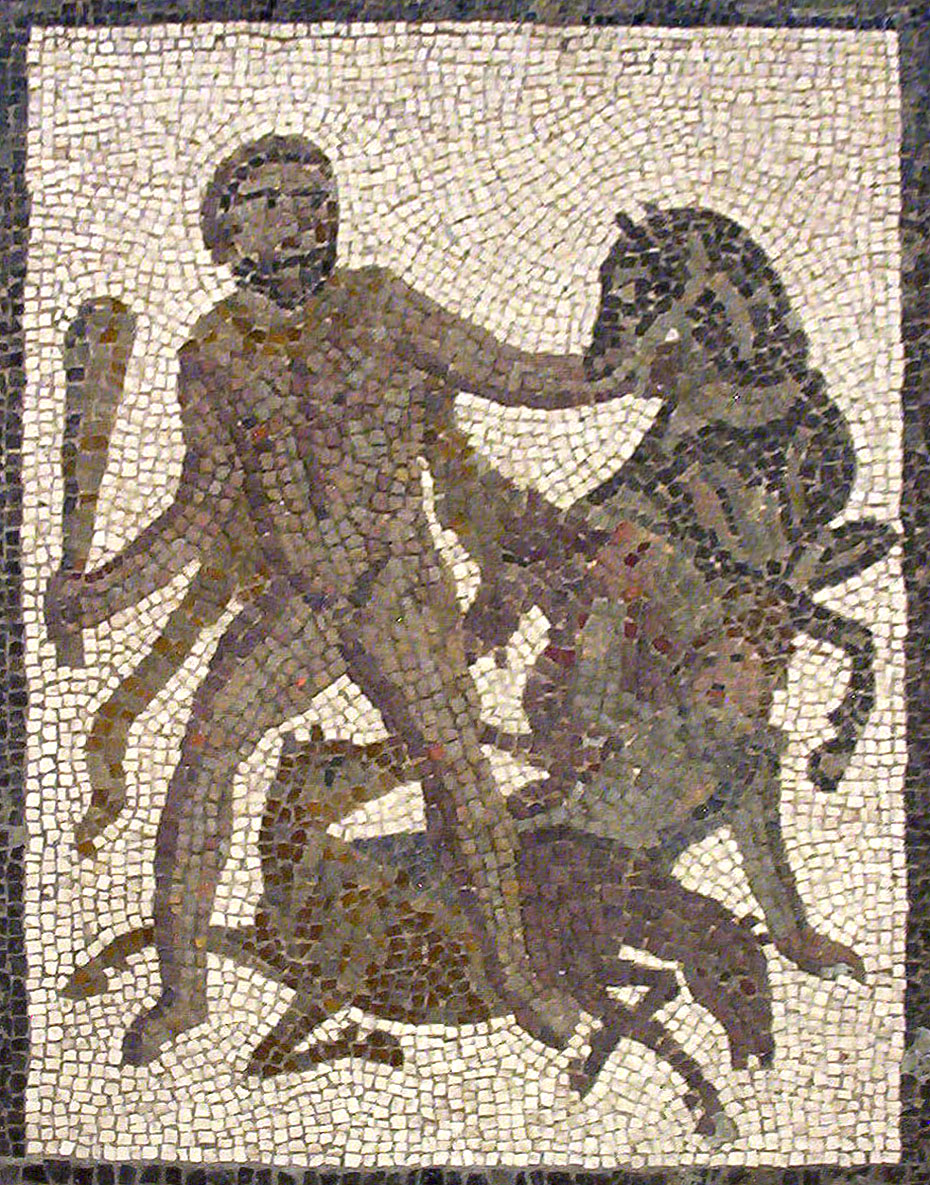
Heracles y las yeguas de Diomedes. Detalle del mosaico romano de Los doce trabajos de Liria (Valencia), en el M.A.N. (Madrid).

El octavo de los doce trabajos de Heracles consistía en capturar a las cuatro yeguas de Diómedes, que comían carne humana, su dueño las tenía atadas con cadenas y las alimentaba con la carne de sus inocentes huéspedes. 
Heracles fue con un grupo de voluntarios y consiguió arrebatárselas a Diómedes, quien fue con su ejército a atacar a Heracles, pero este lo venció y arrojó el cuerpo aún con vida a las yeguas, y el ejército huyó. Tras devorar el cadáver, las yeguas se volvieron tan mansas que Heracles las pudo atar al carro de Diómedes y se las llevó a Micenas, donde fueron regaladas a Hera. 
Durante la batalla, las yeguas habían devorado a Abdero, amigo de Heracles y amante que había quedado encargado de custodiarlas. Entonces Heracles fundó en su honor la ciudad de Abdera cerca de su tumba.
Se dice que las yeguas murieron en el monte Olimpo devoradas por las fieras y las alimañas. Según la leyenda, Bucéfalo, caballo de Alejandro Magno, descendía de una de estas yeguas.